# Арикси (Каљари)
Арикси је насеље у Италији у округу Каљари, региону Сардинија.
Према процени из 2011. у насељу је живело 405 становника. Насеље се налази на надморској висини од 201 м.